# Gril·lotàlpids
Els gril·lotàlpids (Gryllotalpidae) són una família d'ortòpters. Aquesta família inclou 11 gèneres i més de 100 espècies descrites. El nom científic deriva del llatí gryllus, que significa 'grill', i talpa, que significa 'talp'. Tenen les potes de davant adaptades per a cavar.

## Taxonomia
La família dels gril·lotàlpids inclou tres subfamílies i sis tribus:
- Subfamília Gryllotalpinae Leach, 1815
  - tribu Gryllotalpellini Rehn, 1917
  - tribu Gryllotalpini Leach, 1815
    - conté el gènere tipus el cadell o tallacebes (gryllotalpa gryllotalpa Latreille) molt comuna a Europa[3]

  - tribu Neocurtillini Cadena-Castañeda, 2015
  - tribu Triasmecaptor Tindale, 1928
- Subfamília Scapteriscinae Zeuner, 1939
  - tribu Indioscaptorini Nickle, 2003
  - tribu Scapteriscini Zeuner, 1939

- †Subfamília Marchandiinae (fòssil) Gorochov, 2010[8]